# Smirnov
Smirnov ali Smirnova [smírnov/smírnova] imata več pomenov.

## Osebnosti
Priimek več osebnosti (rusko Смирно́в/Смирно́ва). Na seznamu ruskih priimkov je Smirnov po razširjenosti na 1. mestu.
- Aleksander Smirnov
  - Aleksander Smirnov (* 1964), ruski hokejist
  - Aleksander Smirnov, ruski namiznotenisač
  - Aleksander Aleksandrovič Smirnov (1883 – 1962) ruski književni in gledališki zgodovinar.
  - Aleksander Aleksejevič Smirnov
    - Aleksander Aleksejevič Smirnov (1839 – ??), ruski protojerej in bogoslovec.
    - Aleksander Aleksejevič Smirnov, ruski novinar.

  - Aleksander Ivanovič Smirnov
    - Aleksander Ivanovič Smirnov (1842 – 1905), ruski književni zgodovinar in filolog.
    - Aleksander Ivanovič Smirnov (1920 – 2009), ruski častnik, vojaški pilot, letalski as in heroj Ruske federacije.

  - Aleksander Mihajlovič Smirnov (* 1954), ruski nogometaš.
  - Aleksander Platonovič Smirnov (1854 – 1900), ruski otroški pisatelj.
  - Aleksander Vasiljevič Smirnov
    - Aleksander Vasiljevič Smirnov (1870 – ??), ruski operni pevec.
    - Aleksander Vasiljevič Smirnov, ruski zdravnik.
    - Aleksander Vasiljevič Smirnov, ruski pisatelj, protojerej in bogoslovec.

  - Aleksander Viktorovič Smirnov (* 1984), ruski umetnostni drsalec.
- Aleksej Smirnov
  - Aleksej Jurjevič Smirnov (* 1951), ruski fizik.
  - Aleksej Smirnov (* 1977), ruski namiznotenisač
  - Aleksej Smirnov (* 1982), ruski hokejist.
- Aleksej Anatoljevič Smirnov (* 1957), ruski slikar.
- Aleksej Makarovič Smirnov (1920 – 1979), ruski igralec / tudi Aleksej Smirnov (1991–)
- Aleksej Mihajlovič Smirnov, ruski federalni sodnik.
- Aleksej Sergejevič Smirnov (* 1963), ruski podjetnik.
- Aleksej Semjonovič Smirnov (1917 – 1987), sovjetski častnik, vojaški pilot in dvojni heroj Sovjetske zveze.
- Andrej Smirnov
  - Andrej Kirilovič Smirnov (1895 – 1941), ruski general in vojskovodja.
  - Andrej Petrovič Smirnov (1843 – 1896), ruski pisatelj, zgodovinar in bogoslovec.
  - Andrej Sergejevič Smirnov (* 1941), ruski filmski režiser in igralec
- Apolon Ivanovič Smirnov (1838 – 1902), ruski pisatelj in filozof (logik)
- Artem Vitalijovič Smirnov (* 1988), ukrajinski tenisač
- Boris Aleksandrovič Smirnov (1908 – 1982), ruski igralec.
- Boris Ivanovič Smirnov (psevdonim Oplovski) (1793 – 1837), ruski kipar.
- Dimitrij Smirnov
  - Dimitrij Smirnov, ruski namiznotenisač
  - Dimitrij Aleksandrovič Smirnov (* 1980), ruski nogometaš.
  - Dimitrij Aleksejevič Smirnov (1882 – 1944), ruski operni umetnik.
  - Dimitrij Fjodorovič Smirnov (1863 – 1928), ruski igralec.
  - Dimitrij Nikolajevič Smirnov
    - Dimitrij Nikolajevič Smirnov (-Sadovsky) (1948 – 2020), ruski skladatelj.
    - Dimitrij Nikolajevič Smirnov (* 1951), ruski duhovnik.
    - Dimitrij Nikolajevič Smirnov (* 1980), ruski nogometaš.

  - Dimitrij Savovič Smirnov (* 1952), ruski skladatelj.
- Dunja Smirnova (* 1969), ruska filmska režiserka
- Genadij Ivanovič Smirnov (1903 – 1938), ruski politik.
- Igor Nikolajevič Smirnov (* 1941), predsednik Pridnjestrske moldavske republike
- Igor Smirnov (* 1987), ruski šahist
- Ivan Vasiljevič Smirnov (1895 – 1956), ruski vojaški pilot in letalski as.
- Jevgenij Smirnov (* 1994), ruski nogometaš
- Jurij M. Smirnov (1937 – 2011), ruski fizik in zgodovinar znanosti
- Jurij Smirnov (1935 – 2021), ruski lutnjist
- Kira Smirnova (1922 – 1996), ruska igralka
- Lidija Smirnova (1915 – 2007), ruska igralka
- Mihail Nikolajevič Smirnov (1881 – 1957), ruski nogometaš
- Mihail Olegovič Smirnov (* 1990), ruski nogometaš
- Nikolaj Vasiljevič Smirnov (1900 – 1966), ruski matematik
- Sergej Smirnov
  - Sergej Fjodorovič Smirnov (1892 – ??), ruski vojaški pilot in letalski as.
  - Sergej Sergejevič Smirnov
    - Sergej Sergejevič Smirnov (1895 – 1947), ruski geolog.
    - Sergej Sergejevič Smirnov (1915 – 1976), ruski pisatelj in zgodovinar.
    - Sergej Sergejevič Smirnov (* 1981), ruski nogometaš.
- Stanislav Smirnov
  - Stanislav Aleksejevič Smirnov (1954 – 2009), ruski ekonomist in politik
  - Stanislav Konstantinovič Smirnov (* 1970), ruski matematik.
- Tamara Smirnova Šajfar (* 1958), rusko-hrvaška violinistka
- Valerian Nikolajevič Smirnov (dr. Idelson) (1849 – 1900), ruski zdravnik in publicist.
- Valerija Smirnova (* 2006), estonska atletinja
- Valerij Marksovič Smirnov (* 1953), ruski politik.
- Vasilij Aleksandrovič Smirnov (1905 – 1979), ruski pisatelj
- Vitalij Georgijevič Smirnov (* 1935), ruski športni delavec.
- Vitalij Smirnov (* 1978), uzbekistanski atlet
- Vjačeslav Smirnov
  - Vjačeslav Mihajlovič Smirnov (* 1953), ruski poslovnež, politik in poslanec.
  - Vjačeslav Nikolajevič Smirnov (* 1969), ruski politični strateg.
- Vladimir Smirnov
  - Vladimir Smirnov (1899 – 1985), rusko (sovjetsko) - jugoslovanski general JLA
  - Vladimir Smirnov (1941 – 2000), ruski igralec
  - Vladimir Aleksejevič Smirnov
    - Vladimir Aleksejevič Smirnov (Feodor) (1891 – 1937), ruski episkop.
    - Vladimir Aleksejevič Smirnov (* 1957), ruski poslovnež.

  - Vladimir Fjodorovič Smirnov (1937 – 2002), ruski igralec.
  - Vladimir Ivanovič Smirnov
    - Vladimir Ivanovič Smirnov (1887 – 1974), ruski matematik.
    - Vladimir Ivanovič Smirnov (1910 – 1988), ruski geolog.
    - Vladimir Ivanovič Smirnov, ruski častnik

  - Vladimir Mihajlovič Smirnov
    - Vladimir Mihajlovič Smirnov (1876 – 1952), ruski boljševik, revolucionar in politik.
    - Vladimir Mihajlovič Smirnov (* 1964), sovjetski / kazahstanski smučarski tekač.

  - Vladimir Nikolajevič Smirnov (1881 – ??), ruski arhitekt.
  - Vladimir Sergejevič Smirnov (* 1946), ruski politik in državnik ?
  - Vladimir Vasiljevič Smirnov (1849 – 1918), ruski pehotni general.
  - Vladimir Viktorovič Smirnov (1954 – 1982), ruski mečevalec.

- Svetlana Stanislavovna Smirnova (* 1956), ruska filmska igralka.
- Tamara Smirnova
  - Tamara Mihajlovna Smirnova
    - Tamara Mihajlovna Smirnova (1918 – ????), ruska arheologinja.
    - Tamara Mihajlovna Smirnova (1935 – 2001?), ruska astronomka.
    - Tamara Mihajlovna Smirnova (* 1947), ruska zgodovinarka.

  - Tamara Vladimirovna Smirnova (1911 – po 1981?), ruska igralka
- Valerij Smirnov (* 1953), sovjetski in beloruski šahist
- Vladimir Smirnov (* 1947), ruski (sovjetski) smučarski skakalec

## Drugo
- Mihejev-Smirnov-Wolfensteinov pojav
- Smirnoff, znamka vodke